# جيمس هاريس (سياسي كندي)
جيمس هاريس هو سياسي كندي، ولد في 3 يناير 1777، وتوفي في 26 فبراير 1848. انتخب عضو مجلس نواب نوفا سكوتيا.